# Яки Лібецайт
Яки Лібецайт (нім. Jaki Liebezeit, 26 травня 1938 — 22 січня 2017) — німецький барабанщик, найбільш відомий як засновник експериментального рок-гурту Can. Його називали «одним з небагатьох барабанщиків, які переконливо поєднують фанк і церебрал».